# 元谭
元谭（488年—528年5月17日），字延思，河南郡洛阳县（今河南省洛阳市东）人，魏献文帝拓跋弘之孙，使持节、都督中外诸军事、车骑大将军、特进、司州牧、赵郡灵王第三子，北魏宗室、官员。

## 生平
元谭少年时期以王子的身份朝见伯父魏孝文帝元宏，因为出口成章，在魏孝文帝所有侄子之中受到特别的疼爱和重视。元谭个性很刚直，自小就为宗室所推崇尊敬，以羽林监为起家官，转任高阳郡太守，为政严明果断，豪强畏惧他。魏孝明帝元诩初年，元谭回朝担任直阁将军，转任太仆卿、冠军将军、大宗正卿。元法僧发起叛乱时，元谭被任命为使持节、左将军、代理徐州刺史，以别将的身份讨伐元法僧。徐州平定后，元谭回朝担任光禄卿，代理兖州刺史，又出任征虏将军、泾州刺史，未能赴任。孝昌元年（525年）八月，杜洛周发起叛乱，将燕州刺史崔秉围困在州城，九月丙辰（525年10月16日），北魏朝廷诏令元谭担任幽州都督，与左将军、幽州刺史、行台常景讨伐杜洛周，元谭率军驻扎在居庸关。元谭被授任平南将军、武卫将军、银青光禄大夫、使持节、署理安北将军、幽州大都督，驻扎在军都，孝昌二年（526年）正月，北魏在安州石离、冗城、斛盐三个据点的军人叛变，勾结杜洛周，有两万多人从松岍投靠杜洛周，崔仲哲战死，元谭的军队在夜间溃散逃走，北魏朝廷派李琚代替元谭担任都督。元谭回朝后，出任司徒左长史、银青光禄大夫、平南将军如故，封城安县开国侯，不久又转任安西将军、唐州刺史，改任秦州刺史。建义元年岁次戊申四月十三日（528年5月17日），元谭在河阴之变中遇害，虚岁四十一，皇帝下诏赠予使持节、卫大将军、仪同三司、青州刺史，谥号贞惠，七月丙辰朔六日辛酉（528年8月6日）迁葬于孟津西部之东。

## 家庭

### 祖父
- 魏献文帝拓跋弘[1]

### 父亲
- ，北魏使持节、都督中外诸军事、车骑大将军、特进、司州牧、赵郡灵王[1]

### 兄弟姐妹
- 元谌，东魏骠骑大将军、大司马、赵郡孝懿王
- 元谧，北魏安南将军、都官尚书、赵郡贞景王
- 元谳，北魏左将军、太中大夫、平乡孝惠男
- 元譿，北魏直阁将军、羽林监

### 夫人
- 河内司马氏，北魏司徒、扬州刺史、琅琊贞王司马楚之曾孙女，北魏司空、冀州刺史、琅琊康王司马金龙孙女，北魏镇远将军、南青州刺史司马纂长女[11]